# Fred Astaire
Fred Astaire, narozen jako Frederick Austerlitz (10. května 1899 Omaha, Nebraska – 22. června 1987 Los Angeles, Kalifornie) byl americký zpěvák, herec, choreograf a tanečník. Je považován za nejvýznamnějšího filmového tanečníka.
Měl české kořeny. Ačkoliv se často udává, že pocházel z rodiny rakouských přistěhovalců, jde o nepřesný překlad z angličtiny. Jeho otec Friedrich Emanuel Austerlitz, později známý jako Frederic „Fritz“ Austerlitz, se narodil r. 1868 v Linci židovským rodičům, kteří konvertovali ke katolictví, nedlouho předtím se ale přistěhovali z pražského Josefova, kde byla rodina usedlá po generace. Příjmení Austerlitz znamená v němčině Slavkov u Brna. 
Astaireova matka se narodila už ve Spojených státech luteránským německým přistěhovalcům z východního Pruska a Alsaska.
Již od svého dětství rád tancoval, nejprve vytvořil taneční dvojici se svojí sestrou Adélou, jež chodila do taneční školy a s níž od roku 1917 až do roku 1932 veřejně vystupoval, mimo jiné i na Broadwayi. Poté, co se sestra provdala, byl nucen hledat novou taneční partnerku. Později vytvořil velmi slavný taneční pár s Ginger Rogersovou, se kterou v letech 1932 až 1939 natočil celou sérii jednoduchých filmových muzikálů resp. lehkých výpravných tanečních show. Po druhé světové válce se uplatňoval spíše jakožto tančící a zpívající herec s různými partnerkami.
Po celý život byl znám svým velkým perfekcionalismem a vysokou profesionalitou. Mezi jeho nejznámější poválečné filmové role patří jedna z hlavních rolí v muzikálu Divotvorný hrnec nebo role podvodníka ve snímku Skleněné peklo.

## Život

### Dětství (1899–1916)
Jeho matka Johanna "Ann" (rozená Geilus; 1878-1975) se narodila do americké luteránské rodiny emigrantů z Východního Pruska a Alsaska. Otec Frederick "Fritz" Austerliz (1868-1923) se narodil v Linci, do rakouské židovské rodiny, která později konvertovala ke katolické církvi. Ve věku 25 let odcestoval do USA. Do New Yorku na Ellis Island dorazil 26. října 1893. Posléze se přestěhoval do Omahy v Nebrasce kde byl zaměstnán v pivovaru firmy Storz Brewing Company (Storzova pivovarnická společnost).
Matka snila o opuštění Nebrasky za pomoci uměleckých talentů svých dětí. Fredova starší sestra Adel již od útlého věku obstojně tančila a zpívala. Matka naplánovala spojení sourozenců v taneční pár, což bylo v tehdejších varieté zvykem. Fred ze začátku odmítal taneční hodiny, ale následně, po vzoru sestry, začal hrát na klavír, akordeon a klarinet.
O pozici v pivovaru však otec v lednu roku 1905 přišel a rodina se odstěhovala do New Yorku s cílem nastartovat uměleckou kariéru sourozenců. Děti začaly navštěvovat kurzy na Alviene Master School of the Theatre and Academy of Cultural Arts. Matka navrhla, aby si změnili příjmení na "Astaire" a to z důvodu, že jméno Austerlitz připomíná bitvu u Slavkova (Slavkov - německy Austerlitz).

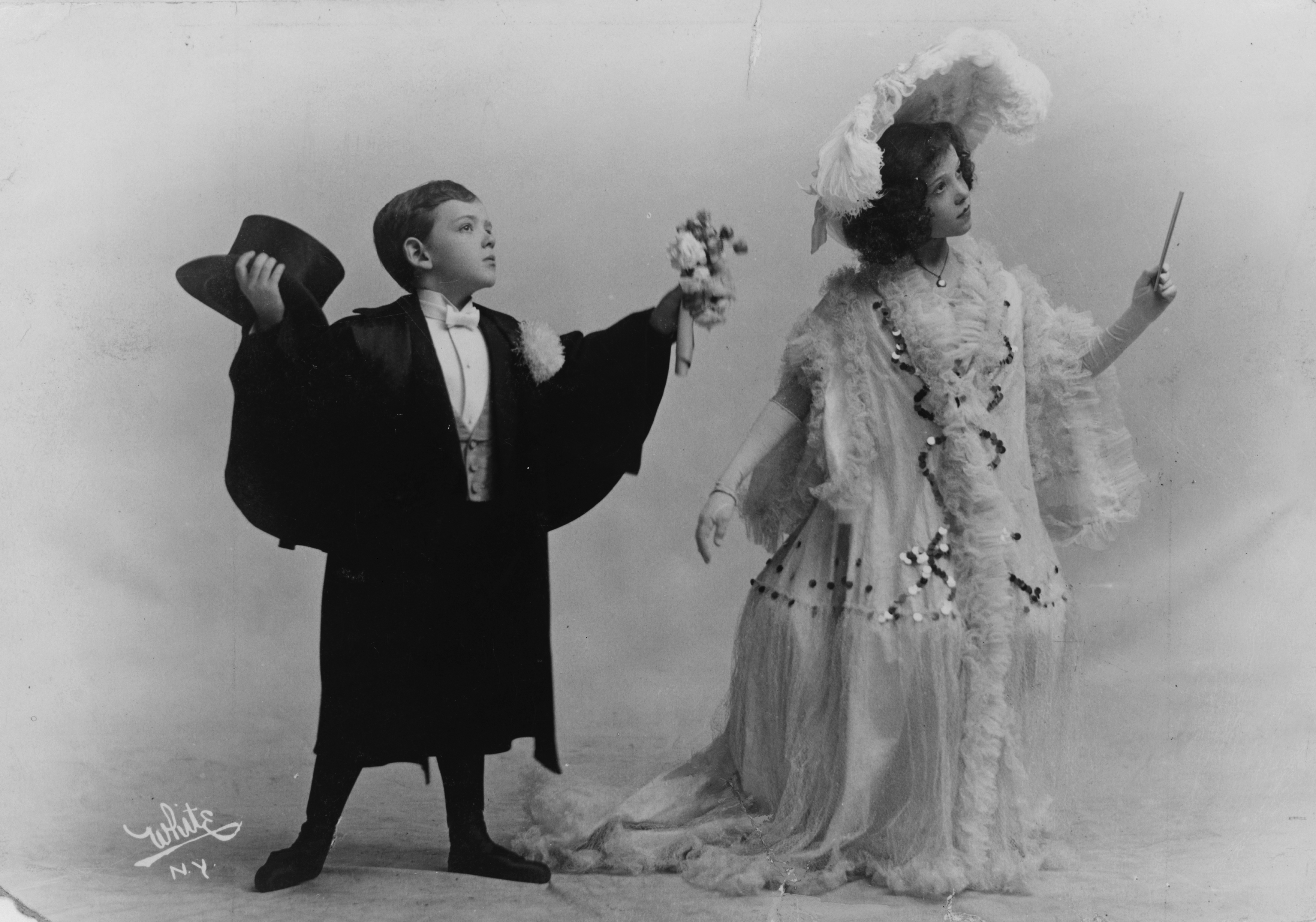
Fred se svou sestrou Adel v roce 1906

Fred a jeho sestra se učili tančit, mluvit a zpívat pro zlepšení svých uměleckých dovedností. Společně utvořili taneční pár. Díky skvělému obchodnímu jednání jejich otce dostali významnou nabídku na představení pro společnost vlastnící řetězec kin a varieté Orpheum Circuit. Nabídku přijali a tak se podívali do měst na středozápadě, západě a části jihu Spojených státu amerických. Sestra Adel bohužel přerostla Freda o 8 centimetrů, taneční pár se tak stal nepřiměřeným. Z důvodu zvětšovaného tlaku na dodržování pracovních práv dětí v USA a výškového nepoměru sourozenců se rodina rozhodla pro dvouletou pauzu od vystupování.
Po pauze sourozenci začali zlepšovat čistotu a kvalitu tance, do svého repertoáru začlenili také step. Od varietního tanečníka Aurelio Coccia se naučili tango, waltz a ostatní společenské tance popularizované tanečním párem Vernon a Irene Castle.

### Broadway a Londýn (1917–1932)
Sourozenci Astaireovi pronikli na Broadway v roce 1917 s vlasteneckou revue Over the Top. Toto číslo též předváděli pro americké a spojenecké jednotky. Následně zde hráli ještě několik dalších show. Dostali i mluvené role. 
Humor a živost Adel byly skvěle doplňovány Fredovou pečlivou přípravou a bravurní choreografií. Adel stále určovala dynamiku a téma tance, ale postupem času začal Fred v tanci vynikat.
V 20. letech se objevili na Broadwayi a na scénách v Londýně. Sklízeli ovace a vyhrávali mnoho cen na obou stranách Atlantiku v muzikálech jako The Bunch and Judy (1922), Lady, Be Good (1924) a Funny Face (1927). Jeho stepovaní bylo brzy považováno za jedno z nejlepších. Po úspěchu muzikálu Funny Face šli na filmový konkurz pro společnost Paramount Pictures, ale byli odmítnuti jakožto nevyhovující pro filmové plátno. V té době Fred studoval hru na klavír na Londýnské Guildhall School of Music.
V roce 1932 se Adel provdala za lorda Charlese Cavendishe, syna 9. vévody z Devonshiru a ukončila uměleckou kariéru.
Fred navázal na předešlý úspěch a sám vystoupil na Broadwayi i v Londýně s muzikálem Gay Divorce. Následně si našel novou taneční partnerku Claire Luce, se kterou vytvořil svou první romantickou choreografii na hudbu Cola Portera Night and Day, původně napsanou právě pro Gay Divorce.

### S Ginger Rogersovou v Hollywoodu (1933–1939)

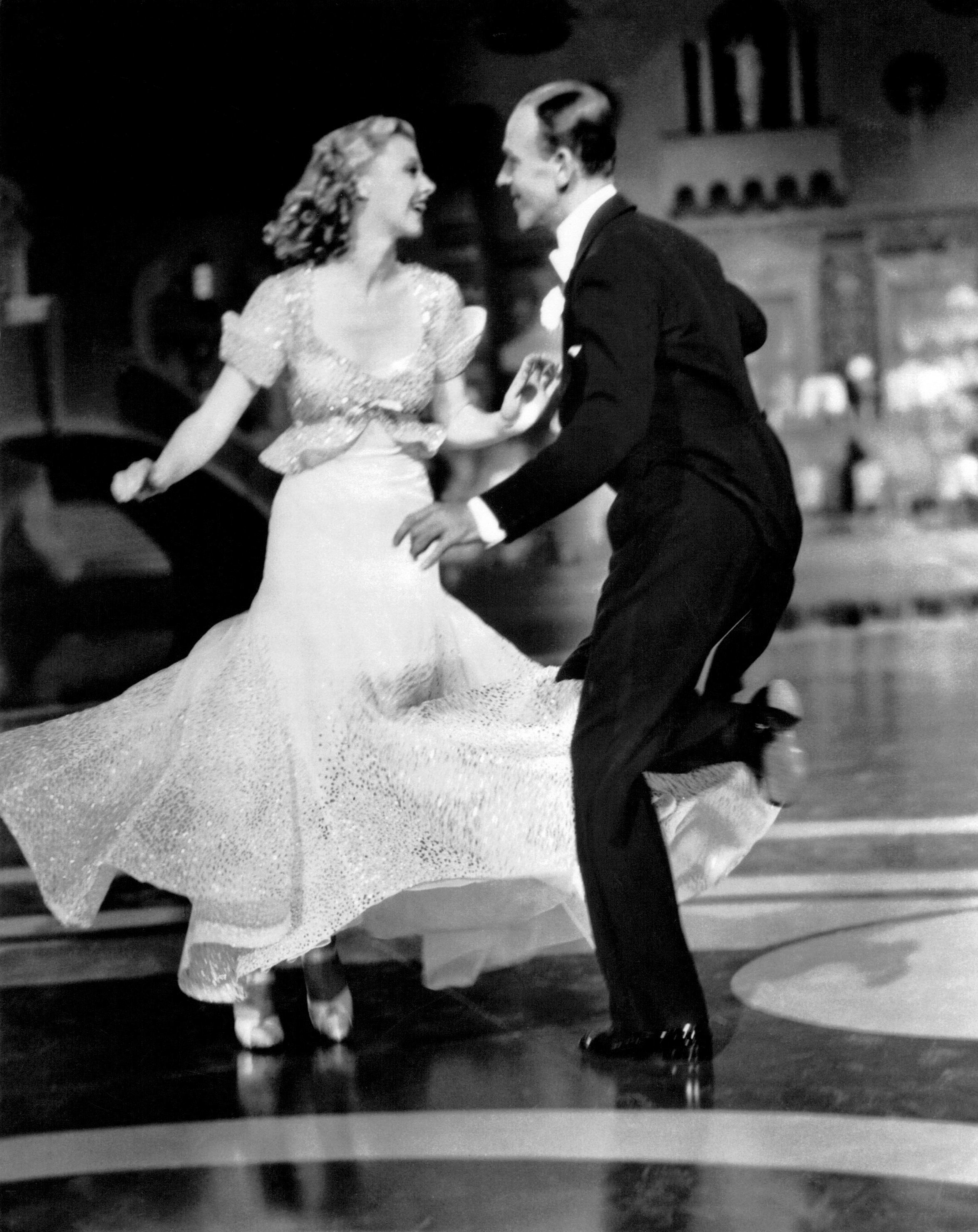
Ginger Rogersová a Fred Astaire v muzikálové komedii Top Hat, 1935

Fred Astaire se rozhodl zkusit štěstí ve filmu a odjel do Hollywoodu, kde uzavřel smlouvu se společností  RKO Radio Pictures. Začínal s menšími rolemi a vystřídal  několik partnerek, jednou z prvních byla Joan Crawfordová ve filmu Dancing Lady (Tančící Venuše). V roce 1933 se oženil s Phyllis Potterovou. Měli syna Freda Jr. a dceru Avu. 
Zlom v jeho filmové kariéře znamenal film Flying to Rio (Letíme do Ria), ve kterém utvořil pár s Ginger Rogersovou.  Po velkém úspěchu společně natočili  pro společnost RKO ještě osm muzikálových komedií.  Rogersová byla zkušená herečka a pod Astairovým vedením se zlepšila v tanci. Vzájemně se doplňovali a jejich taneční kreace byly zároveň hereckým příběhem, nedílnou součástí dějové linie filmů.  Astaire nebyl typem hollywoodského milovníka, ale přitahoval svou noblesní elegancí a virtuózním tancem. Jejich souhra se nejlépe projevila ve snímcích Top Hat (Páni v cylindrech), Swing Time (Svět valčíků) a Follow the Fleet (Námořníci jdou).  V letech 1933–1939  slavili s Ginger Rogersovou ve filmu  jeden úspěch za druhým.  Přesto se rozešli, protože Rogersová chtěla hrát dramatické role a Astaire se nechtěl vázat jen na jednu filmovou partnerku. Společně se na plátně objevili až po deseti letech ve filmu The Barkleys of Broadway (Písně z Broadwaye).
Astaire způsobil revoluci ve filmovém muzikálu tím, že jej zjednodušil: sóloví tanečníci nebo páry byli snímáni kamerou  v celé postavě a tance byly natočeny s minimem střihů a úhlů kamery. Je považován za průkopníka seriózní prezentace tance ve filmu. 
Byl populární i jako zpěvák, více než svým hlasem si posluchače získával svým pojetím a procítěnou interpretací textu, dikcí a frázováním. Zpíval písně Cole Portera, Irvinga Berlina, George Gershwina a dalších. Nazpíval i řadu duetů, například se sestrou Adel, Ginger Rogersovou,  Judy Garlandovou.  

### Období hledání (1940–1947)
Astaire opustil RKO a stal se nezávislým umělcem. V dalších filmech vystřídal několik partnerek, mezi nimi Ritu Hayworthovou, pro kterou tato spolupráce znamenala začátek hvězdné kariéry. Po vyhlášení války se přihlásil jako dobrovolník do armády a často vystupoval na různých místech před vojenskými útvary. Koncem války odjel do Londýna, aby podporoval armádu i Červený kříž  při osvobozování západní Evropy. V roce 1946 oznámil ukončení filmové kariéry. Soustředil se na svůj velký koníček, kterým byl dostihový sport a chov jezdeckých koní. V roce 1947 se podílel jako společník na založení franšízového řetězce studií společenských tanců, který nesl jeho jméno. 

### Filmování s MGM (1948–1957)

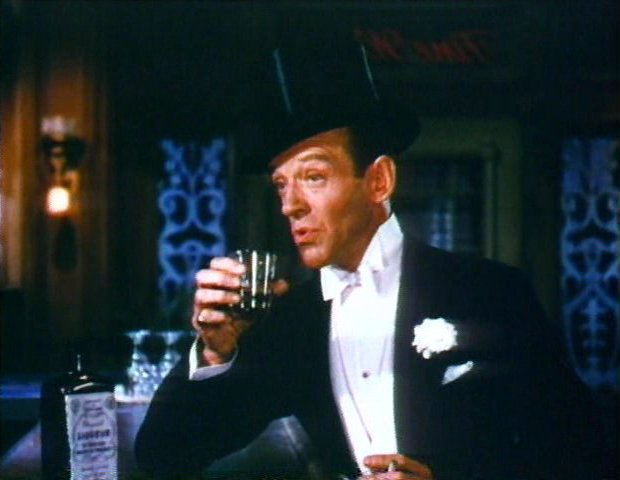
Fred Astaire ve filmu Královská svatba (1952)

K filmování se vrátil v roce 1948, kdy na žádost společnosti MGM  nahradil zraněného Gene Kellyho ve filmu Easter Parade (Velikonoční přehlídka). Jako partner Judy Garlandové podal vynikající výkon, který oživil jeho popularitu a přinesl mu další filmové příležitosti. V roce 1950 obdržel čestného Oscara za  své  jedinečné umění a  přínos k technice hudebních obrazů. V roce 1953  nahrál The Astaire Story, čtyřdílné album s kvintetem vedeným Oscarem Petersonem, které poskytlo hudební přehled o Astairově kariéře. V roce 1999 bylo toto album zařazeno do Síně slávy Grammy. 
Film The Band Wagon (Konečně trhák!) z roku 1953 získal nadšené recenze kritiků, ale ani  vysoká návštěvnost nestačila pokrýt náklady spojené s jeho výrobou. Nástup televize přinutil společnost MGM k redukci nákladů a snížení filmové produkce, což se projevilo i v rušení smluv s hereckými hvězdami, mezi nimiž byl i Fred Astaire.  V roce 1954 zemřela na rakovinu plic Astairova manželka Phyllis.  Hledal útěchu v práci a natočil další muzikály, ale jejich ohlas byl průměrný. Po komerčním neúspěchu muzikálů Fanny Face (Usměvavá tvář), v němž byla jeho partnerkou Audrey Hepburnová, a Silk Stockings (Hedvábné punčochy), se rozhodl v roce 1957 kariéru filmového tanečníka ukončit. Během 25 let natočil 30 hudebních filmů.

### Pozdní období kariéry (1958–1981)
Na přelomu padesátých a šedesátých let Astaire velmi úspěšně vystupoval v televizních hudebních programech a jeho výkon byl ohodnocen cenou Emmy.  Ve filmu vytvořil především charakterní role, z nichž nejznámější  byla role sňatkového podvodníka v katastrofickém  filmu Skleněné peklo z roku 1974. Byl za ni nominován na Oscara pro nejlepšího herce ve vedlejší roli. Hrál v televizních filmech a seriálech, i ve vysokém věku natočil několik krátkých tanečních a hudebních vystoupení například s Genem Kellym nebo Bingem Crosbym.  V roce 1979 hrál v devíti různých rolích ve filmu Muž v kostýmu Santa Clause. Jeho posledním filmem byla v roce 1981 adaptace  hororového románu Petera Strauba Ghost Story (Duchařský příběh).

### Závěr života (1982–1987)

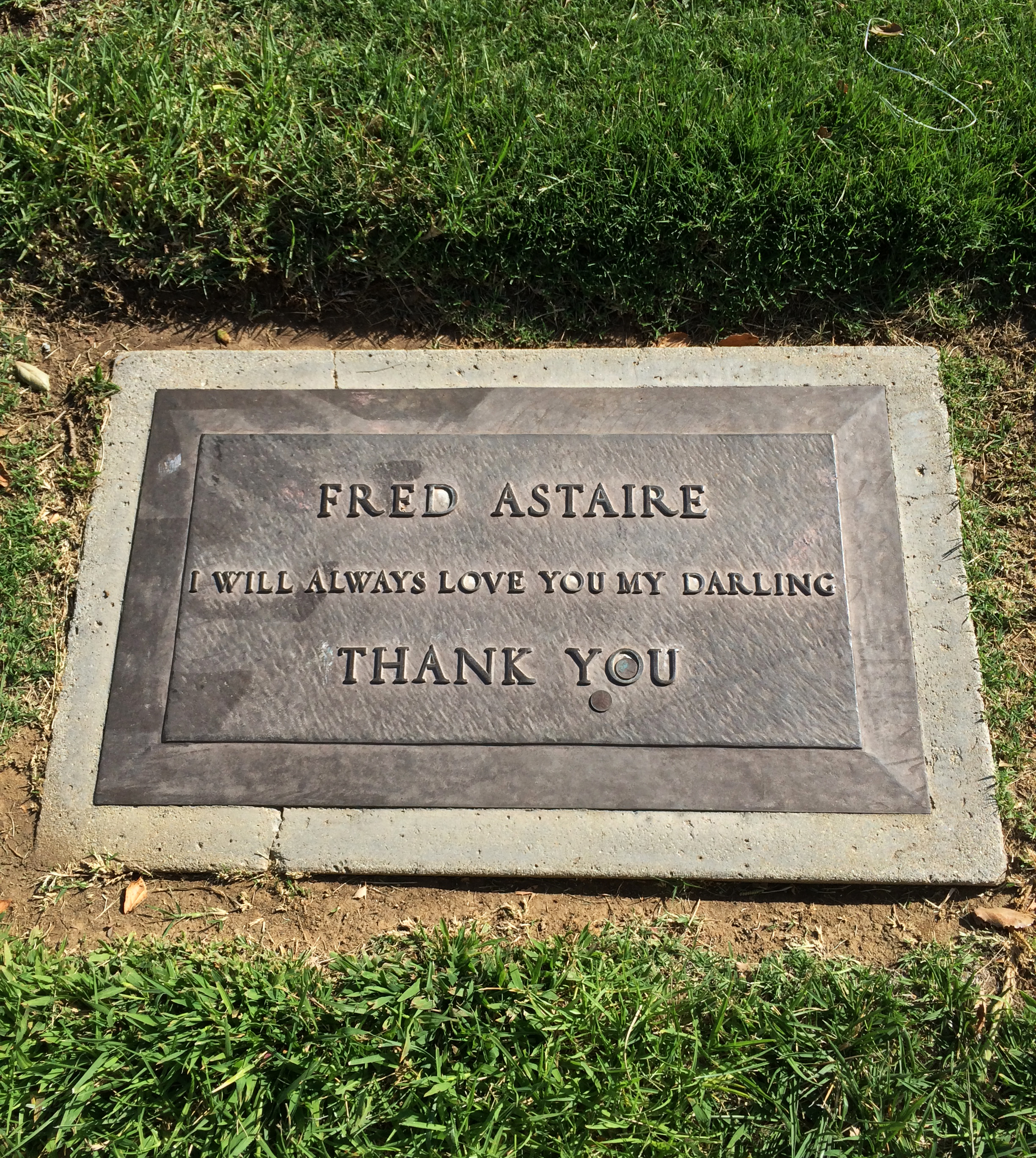
Astairův hrob v Los Angeles

Odešel do ústraní, protože cítil, že už nedokáže produkovat profesionální výkon tak, jak by si přál. Fyzicky aktivní zůstal až do svých osmdesáti let. V pozdním věku začal jezdit na skateboardu, dokonce  získal doživotní členství v National Skateboard Society. Svůj volný čas věnoval rodině a svým koníčkům, mezi které patřily dostihy, hra na bicí, skládání písní, golf a kulečník. V roce 1980 si vzal za manželku o 45 let mladší profesionální žokejku Robyn Smithovou. 
Fred Astaire zemřel 22. června 1987 v nemocnici v Los Angeles na zápal plic. Pochován je na hřbitově v Oakwood Memorial Park nedaleko své dlouholeté partnerky Ginger Rogers.

## Odkaz
Pražský Tančící dům na rohu Rašínova nábřeží a Jiráskova náměstí na Novém Městě je podle taneční dvojice Ginger Rogersové a Freda Astaira přezdíván „Ginger a Fred“. „Freda“ tvoří betonová věž na nároží. Přezdívka domu vznikla v kanceláři architektů při projektování stavby původně jako vtip narážející na tvar skleněné věže připomínající tanečnici.

## Filmografie, výběr

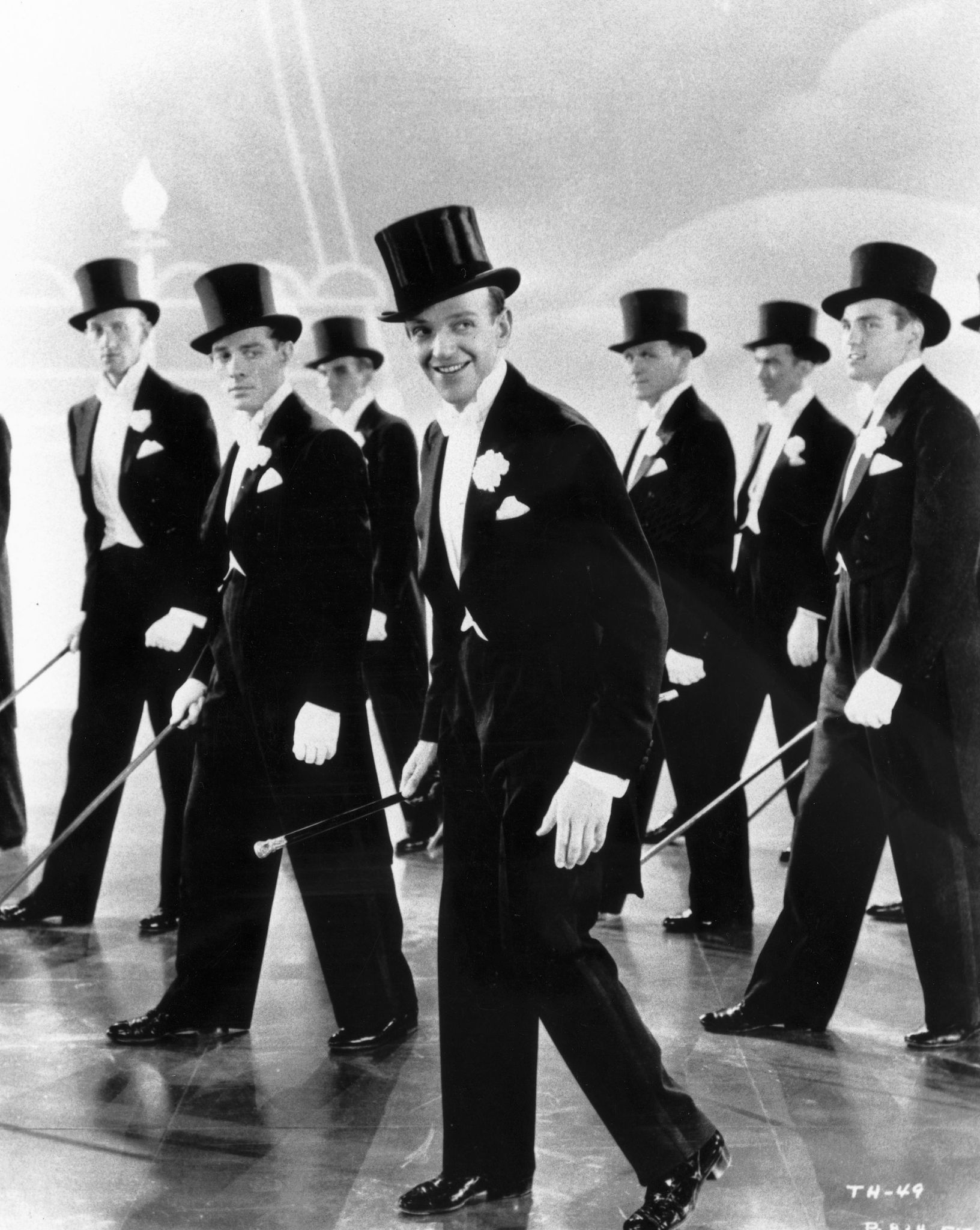
Fred Astaire ve filmu Top Hat (1952)

- Fred Astaire ve filmu Top Hat (1952)1974 Skleněné peklo (společně se Steve McQueenem, Paulem Newmanem a Williamem Holdenem)
- 1970 Městem chodí Santa Claus1968 Divotvorný hrnec
- 1957 Funny Face (česky: Usměvavá tvář, s Audrey Hepburnovou)
- 1940 Melodie Broadwaye
- 1942 Holiday Inn
- 1962 Podezřelá bytná
- 1959 Na břehu
- 1952 Kráska z New Yorku
- 1948 Velikonoční přehlídka
- 1936 Svět valčíků
- 1933 Letíme do Ria (s Ginger Rogersovou)
- 1933 Tančící Venuše